# Michel Fain
Lèon Michel Fain (* 29. November 1917 in Paris, 11. Arrondissement; † 2. Juli 2007 in Paris, 15. Arrondissement) war ein französischer Psychoanalytiker und Psychosomatiker.

## Leben und Wirken
Fain entstammte väterlicherseits einem russischen jüdischen Elternhaus und mütterlicherseits einer christlich geprägten wallonischen Familie. Ursprünglich wollte er Pharmazie studieren, um Apotheker zu werden; der Vater aber konterkarierte seine Pläne und so wich er zur Medizin aus.
Sein Medizinstudium begann im Jahre 1937 und dauerte bis 1945; es war auch die Zeit des Zweiten Weltkriegs und der deutschen Besetzung Frankreichs von 1940 bis 1944. Er spezialisierte sich nicht in Psychiatrie, sondern praktizierte zunächst als Allgemeinmediziner (französisch Médecine générale).
Unter dem Einfluss seines Schwagers Pierre Marty, eines ausgebildeten Psychiaters, der sich seit 1947 einer Lehranalyse bei Marc Schlumberger unterzog, begann sich Michel Fain für die Psychoanalyse zu interessieren; er absolvierte seine Analyse bei Daniel Lagache.
Michel Fain war als Psychoanalytiker Mitglied in der Société psychanalytique de Paris, deren Präsident er von 1982 bis 1983 war. Er war darüber hinaus Mitbegründer des Institut de psychosomatique de Paris, zusammen mit Pierre Marty, Denise Braunschweig und Catherine Parat. Die Ideen und Vorstellungen, die er und seine Kolleginnen und Kollegen in der Pariser Schule für Psychosomatik entwickelten – ab den 1950er Jahren traten noch Pierre Marty, Michel de M’Uzan und Christian David hinzu –, stellen eine eigenständige Strömung innerhalb des psychoanalytischen Denkens dar.
Fain widmete sich aktiv auch der Fachzeitschrift „Revue française de psychosomatique“.
Er hatte eine Tochter. Seine Schwester Simone war mit Pierre Marty verheiratet.

## Schriften (Auswahl)
- zusammen mit Jean Bergeret: Le Psychanalyste à l’écoute du toxicomane. Dunod, Paris 1981, ISBN 2-04-011398-3
- zusammen mit Denise Braunschweig: Eros et antéros Payot-poche, 1971, ISBN 2848352469
- La Nuit, le Jour. Essai psychanalytique sur le fonctionnement mental, 1975
- Du démon du bien et des infortunes de la vertu.
- À propos des fantasmes originaires.
- À propos de l'hypocondrie in collectif « Michel Fain ». Spezialausgabe der Revue française de psychosomatique, no 37, 2010, ISBN 978-2-13-057197-1
- zusammen mit Léon Kreisler: L’enfant et son corps : études sur la clinique psychosomatique du premier âge. PUF, Paris 1987, ISBN 2-13-040018-3
- Le désir de l’interprète. Aubier-Montaigne, Paris 1982, ISBN 2-7007-0288-3
- Corps malade et corps érotique.  Masson, Paris 1984, ISBN 2-225-80308-0)
- Mentalisation et passivité. Revue française de psychosomatique, 2001/1, no 19, S. 29–37